# Do Nothing Till You Hear from...Cootie
| Recensione | Giudizio |
| ---------- | -------- |
| AllMusic   | [ 1 ]    |

Do Nothing 'Till You Hear from...Cootie è un album discografico del trombettista jazz statunitense Cootie Williams, pubblicato dall'etichetta discografica Warwick Records nel 1960.

## Tracce
Lato A
1. Always – 3:32 (Irving Berlin)
2. Don't Get Around Much Anymore – 3:44 (Bob Russell, Duke Ellington)
3. It Don't Mean a Thing If It Ain't Got That Swing – 3:55 (Irving Mills, Duke Ellington)
4. I Found a New Baby – 3:20 (Jack Palmer, Spencer Williams)
5. Caravan – 3:10 (Irving Mills, Juan Tizol, Duke Ellington)
6. When the Saints Go Marching In – 3:22 (Pubblico dominio)

Lato B
1. Do Nothing Till You Hear from Me – 4:04 (Bob Russell, Duke Ellington)
2. Drop Me Off in Harlem – 3:16 (Nick Kenny, Duke Ellington)
3. I Got It Bad and That Ain't Good – 4:20 (Paul Francis Webster, Duke Ellington)
4. There's No You – 3:46 (Tom Adair, Hal Hopper)
5. Mack the Knife – 4:02 (Bertolt Brecht, Marc Blitzstein, Kurt Weill)
6. Blue Skies – 2:52 (Irving Berlin)

## Musicisti
- Cootie Williams - tromba
- Cootie Williams - voce (brano: When the Saints Go Marching In)

Always / I Found a New Baby / When the Saints Go Marching In / There's No You / Mack the Knife / Blue Skies
- Sconosciuto - sassofono baritono
- Sconosciuto - chitarra
- Sconosciuto - pianoforte
- Sconosciuto - contrabbasso
- Sconosciuto - batteria
- Accompagnamento vocale della band (brano: When the Saints Go Marching In)

Don't Get Around Much Anymore / It Don't Mean a Thing If It Ain't Got That Swing / Caravan / Do Nothing Till You Hear from Me / Drop Me Off in Harlem / I Got It Bad and That Ain't Good
- Sconosciuto - vibrafono
- Sconosciuto - chitarra
- Sconosciuto - pianoforte
- Sconosciuto - contrabbasso
- Sconosciuto - batteria